# Elecciones generales de España de 1876
Las elecciones generales de España de 1876 fueron convocadas para el 20 de enero de 1876 bajo el reinado de Alfonso XII. Gracias al masivo fraude electoral organizado por el ministro de la Gobernación Francisco Romero Robledo fueron ganadas —como sucedería en todas las elecciones de la Restauración— por el gobierno que las convocaba. En esta ocasión por el liberal-conservador presidido por Antonio Cánovas del Castillo.
En teoría las Cortes salidas de las elecciones debían discutir y aprobar la nueva Constitución, pero en la práctica «se encontraron con el hecho de que su labor no era propiamente constituyente. Se limitaron a aceptar el texto de la Comisión [que había elaborado el proyecto] y a aprobar su contenido… El último día de junio la Constitución estaba lista para su promulgación».

## Antecedentes
El pronunciamiento de Martínez Campos el 29 de diciembre de 1874, adelantándose al proyecto del alfonsismo civil de Cánovas del Castillo, tuvo como resultado la restauración borbónica en la figura de Alfonso XII, hijo de la reina Isabel II.
Se formó un gobierno provisional, Ministerio-Regencia, presidido por Cánovas que fue confirmado por el rey Alfonso XII al llegar a Madrid tras desembarcar en Barcelona, procedente de Marsella, el 9 de enero de 1875.

## Convocatoria
En el seno del gobierno de Cánovas se abrió un debate sobre si debería mantenerse el sufragio universal (masculino) de acuerdo con la Ley Electoral de 1870, una legislación de la «época revolucionaria». A propuesta del propio Cánovas se acordó que se convocarían por sufragio universal «por esta sola vez», una concesión a los constitucionales de Sagasta para que se integraran en la nueva monarquía y que indignó al Partido Moderado. Seguidamente Cánovas presentó la dimisión para ser coherente con sus propias convicciones contrarias al sufragio universal y para en la misma operación sustituir a los tres ministros más derechistas, todos ellos de origen moderado, uno de ellos el marqués de Orovio. Le sustituyó el general Joaquín Jovellar que ocuparía la presidencia del Gobierno exclusivamente durante el periodo de confección de las listas electorales, aunque de hecho «el jefe era Cánovas y la política se hacía desde su domicilio particular», como comentó un embajador extranjero.
«Esta solución permitía a Cánovas no implicarse directa y oficialmente en la decisión de mantener el sufragio universal para las primeras elecciones. Al hacerlo así, independientemente de sus propias convicciones, evitaba la descalificación de los moderados históricos, salvando su liderazgo sobre el partido conservador que trataba de crear», ha afirmado Feliciano Montero. La oposición de Cánovas al sufragio universal no cambiaría y cuando finalmente se aprobó en junio de 1890 a propuesta del gobierno liberal de Sagasta afirmó durante el debate de la ley que su aplicación «sincera», «si da un verdadero voto en la gobernación del país a la muchedumbre, no sólo indocta, que eso sería lo de menos, sino [a] la muchedumbre miserable y mendiga», «sería el triunfo del comunismo y la ruina del principio de propiedad».
En la víspera de la celebración de los comicios, que tuvieron lugar en los días 20-24 de enero de 1876, mientras que la jerarquía eclesiástica desplegó una campaña prohibiendo a los católicos votar a los propagadores de «esa libertad de perdición», en referencia a la tolerancia religiosa que propugnaban los canovistas y los centralistas de Manuel Alonso Martínez, la Comisión de Notables publicó el Manifiesto de los Notables en el que justificaba las bases constitucionales que había redactado con miras al gran objetivo de «afianzar... las conquistas del espíritu moderno, asentando sobre sólidas bases el orden público y poniendo a cubierto de peligrosas contingencias los principios fundamentales de la monarquía española». En el Manifiesto, hecho público el 9 de enero, se hacía un llamamiento al consenso:

Natural era, pues, que los partidos, respondiendo a su llamamiento, se concertaran para llegar a una legalidad común, porque sin un rey universalmente aceptado y una Constitución para todos respetada podrá existir en verdad una dictadura más o menos inteligente y provechosa, pero es de todo punto imposible el régimen monárquico-constitucional y parlamentario.

## Resultado: las «maniobras» de Romero Robledo

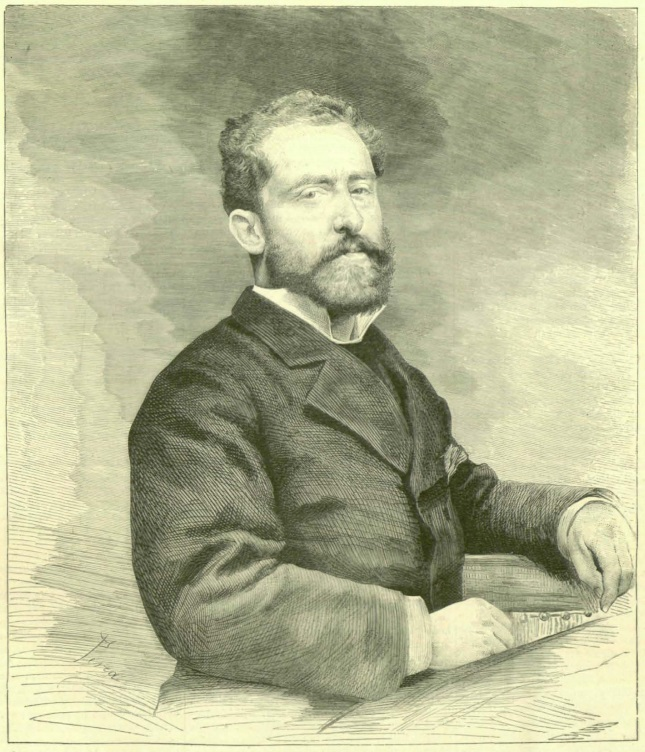
Francisco Romero Robledo, un «septembrista» «arrepentido» que se sumó al proyecto canovista. Como ministro de la Gobernación destacó por sus «maniobras» electorales para conseguir una mayoría aplastante para el Gobierno de Cánovas, inaugurando así una de las características definitorias del régimen político de la Restauración: el fraude electoral.

Gracias a las «maniobras» del ministro de la Gobernación Francisco Romero Robledo —«fueron unas elecciones dirigidas con mano firme desde el Ministerio a través de las autoridades locales, previamente seleccionadas por el gobierno»— las elecciones, en las que hubo una abstención que, según las cifras oficiales, superó el 45 % —el 65 % en las grandes ciudades— depararon una mayoría abrumadora canovista en las Cortes (333 diputados sobre 391) y los moderados solo obtuvieron doce escaños —«fueron destrozados en las urnas»— por lo que muchos miembros del viejo partido de la época isabelina se unieron al partido de Cánovas.
Por el contrario a los constitucionales de Sagasta, previo pacto, Romero Robledo les «otorgó» veintisiete escaños ―uno de ellos para el propio Sagasta por Zamora que disfrutaría casi permanentemente― como recompensa por el reconocimiento que habían hecho en noviembre de 1875 de la nueva monarquía al declarar públicamente su pretensión de «ser hoy el partido del Gobierno más liberal dentro de la Monarquía constitucional de Alfonso XII».
El número de personas con derecho a voto en estas  elecciones fue de 3 989 612. La distribución de escaños en el Congreso de los Diputados fue el siguiente:
| Fracción                      | Diputados |
| ----------------------------- | --------- |
| Conservadores y ministeriales | 333       |
| Constitucionales              | 27        |
| Moderados                     | 12        |
| Independientes                | 7         |
| Radicales                     | 5         |
| Demócratas                    | 1         |
| No identificados              | 6         |

## ¿Cortes constituyentes?
Las Cortes salidas de las elecciones, bautizadas por algunos críticos como Las Cortes de los Milagros en referencia al masivo fraude electoral, fueron las que a partir del 15 de febrero de 1876, día en que el rey inauguró solemnemente la legislatura, discutieron el proyecto de Constitución en muy pocas sesiones ―los títulos relativos a la Corona y sus competencias no fueron debatidos a propuesta de Cánovas, a pesar de las protestas de los escasos diputados republicanos, como Emilio Castelar― y finalmente lo aprobaron el 24 de mayo en el Congreso ―por 276 votos contra 40― y el 22 de junio en el Senado  ―por 130 contra 11―. «Las Cortes se encontraron con el hecho de que su labor no era propiamente constituyente. Se limitaron a aceptar el texto de la Comisión y a aprobar su contenido… El último día de junio la Constitución estaba lista para su promulgación», ha señalado Manuel Suárez Cortina.